# Anagallis crassifolia
Espèce
Classification phylogénétique
Statut de conservation UICN

 NT  : Quasi menacé
Anagallis crassifolia (Basionyme), appelée parfois « mouron à feuilles charnues », est une espèce de plantes à fleurs de la famille des Primulaceae selon la classification classique, ou de celle des Myrsinaceae selon la classification phylogénétique.
Synonyme :
- Lysimachia tyrrhenia (Thore) U. Manns & Anderb., 2009

## Description
C'est une plante herbacée vivace. Ses tiges atteignent 5 à 15 cm de hauteur. Les feuilles, alternes, sont épaisses et luisantes. Ses fleurs sont blanches.

## Répartition
Elle vivait dans les lieux humides et sablonneux du Maroc et d'Algérie (Afrique). En Europe, on la retrouvait en Espagne, au Portugal et au sud-ouest de la France (Gironde, Landes et Pyrénées-Atlantiques). Néanmoins, cette espèce, rare, voit sa population décroître. Elle a disparu de la Gironde et n'est plus signalée dans les Pyrénées-Atlantiques.
Pour ce qui est de la France, on ne retrouverait plus que dans les Landes.

## Statut de protection
Cette espèce est inscrite sur la liste des espèces végétales protégées sur l'ensemble du territoire français métropolitain, en Annexe I.